# Hypnagogic States
Hypnagogic States è un EP dei The Cure, pubblicato il 13 settembre 2008. Contiene i remix dei quattro singoli pubblicati dal gruppo britannico in quell'anno, provenienti dall'album 4:13 Dream.
Il gruppo ha destinato i proventi del disco alla Croce Rossa Internazionale.

## Tracce
1. The Only One (Remix by Thirty Seconds to Mars) – 4:25
2. Freakshow (Remix by Jade Puget) – 3:18
3. Sleep When I'm Dead (Remix by Gerard Way & Julien-K) – 4:04
4. The Perfect Boy (Remix by Pete Wentz/Patrick Stump) – 3:51
5. Exploding Head Syndrome (Remix by 65daysofstatic) – 21:27

Traccia bonus nell'edizione iTunes
1. The Only One (Remix by 65daysofstatic) – 4:28